# Deniz Aytekin
Deniz Aytekin (* 21. Juli 1978 in Nürnberg) ist ein deutscher Fußballschiedsrichter, Betriebswirt und Online-Unternehmer.

## Karriere
Deniz Aytekin, dessen Eltern aus der türkischen Provinz Tekirdağ nach Deutschland ausgewandert waren, ist Schiedsrichter für den TSV Altenberg und seit 2004 DFB-Schiedsrichter. Seine Bundesliga-Premiere hatte er am 27. September 2008 in der Partie Hertha BSC gegen Energie Cottbus. Von 2012 bis 2022 war er auch FIFA-Schiedsrichter.
Am 1. April 2011 leitete er am Millerntor die Partie zwischen dem FC St. Pauli und dem FC Schalke 04. Er brach das Spiel in der 89. Minute beim Stande von 2:0 für Schalke ab, nachdem sein Assistent Thorsten Schiffner von einem vollen Bierbecher im Nacken getroffen worden war. Es war der siebte Spielabbruch der Bundesligageschichte.
Seine erste internationale Partie leitete Aytekin am 21. Juli 2011 im Spiel der 2. Qualifikationsrunde zur UEFA Europa League 2011/12 zwischen RNK Split und NK Domžale. Am 20. Mai 2012 leitete er die Partie zwischen CFR Cluj und Steaua Bukarest in der rumänischen Liga 1.
Aytekin nahm als Torschiedsrichter im DFB-Schiedsrichtergespann um Wolfgang Stark an der Fußball-Europameisterschaft 2012 teil. Erstmals als Schiedsrichter bei einem A-Länderspiel eingesetzt wurde er am 11. September 2012 bei der Qualifikationspartie zur WM 2014 zwischen Bosnien und Herzegowina und Lettland.
In der Gruppenphase der Champions League wurde Aytekin erstmals am 23. Oktober 2012 im Spiel zwischen dem FC Nordsjælland und Juventus Turin eingesetzt.
Im Dezember 2014 erreichte Aytekin die Elite-Gruppe der UEFA-Schiedsrichter. Zu seinem ersten internationalen Turnier wurde er von der FIFA für die U-17-Fußball-Weltmeisterschaft 2015 in Chile nominiert, wo er das Eröffnungsspiel zwischen Nigeria und den USA leitete. Am 27. November 2015 zog sich Aytekin in der Partie zwischen dem SV Darmstadt 98 und dem 1. FC Köln einen Muskelfaserriss zu. Er wurde in der Pause von seinem Assistenten Christian Dietz abgelöst, der als Hauptschiedsrichter bis dahin nur in der Zweiten Liga zum Einsatz gekommen war.
Im April 2017 wurde Aytekin vom DFB für das DFB-Pokalfinale 2017 zwischen Eintracht Frankfurt und Borussia Dortmund angesetzt. Im Juli 2019 wurde er vom DFB als „Schiedsrichter des Jahres 2019“ geehrt. Die Auszeichnung erhielt er 2022 und 2024 erneut. Bereits im Jahr 2011 wurde er von Bundesligaprofis als „Schlechtester Schiedsrichter der Saison“ gewählt.
Ende Juli 2022 gab Aytekin bekannt, dass er seine Karriere als FIFA-Schiedsrichter nach über 10 Jahren beende und nicht mehr für internationale Wettbewerbe zur Verfügung stehe.
Hauptberuflich ist Aytekin Betriebswirt und Unternehmer. So ist er beispielsweise Mitgründer und Aufsichtsratsvorsitzender der anwalt.de services AG, die eine Online-Rechtsberatungsplattform anbietet; ebenfalls Mitbegründer des Onlinevertriebsportals fitnessmarkt.de. Er war Geschäftsführer mehrerer Beratungsunternehmen im Esoterikbereich und Gesellschafter des Esoterikanbieters adviqo GmbH (Marken: Astro TV, Questico, Viversum).
Aytekin ist im Privaten DJ. Außerdem ist er Werbebotschafter der Firma PRM-Parken aus Erlangen, die Parkraumbewirtschaftung anbietet. Er lebt in Oberasbach.
Anfang August 2025 wurde bekannt, dass Aytekin nach der Saison 2025/26 seine aktive Karriere beenden wird.

## Auszeichnungen
- Kicker: Schiedsrichter der Saison 2019/20[18]
- Bayerischer Verdienstorden am 5. Juli 2023.[19]
- DFB-Schiedsrichter des Jahres: 2019, 2022, 2024[20]

## Dokumentation
- Sportclub Story: Karten, Pfiffe, fette Bässe – Der Schiedsrichter Deniz Aytekin, Autor: Tom Häussler, NDR Fernsehen, ca. 30 Min., Erstsendung: 9. Februar 2020[21][22]
- Meine Geschichte – das Leben von …: Deniz Aytekin, Sky Sport, Moderator: Riccardo Basile, ca. 25 Min., Erstsendung: 17. Januar 2021[23]

## Trivia
Aytekins Aussage „Wenn der Musiala anzieht und dir auf 80 Meter 60 bis 70 abnimmt, denkst du anders über dein Leben nach.“ wurde beim Deutschen Fußball-Kulturpreis 2023 als Fußballspruch des Jahres ausgezeichnet.